# Roy Harper (DC Comics)
Pour les articles homonymes, voir Roy Harper.
Roy Harper est un super héros de fiction dans l'univers de DC Comics. Pendant plus de cinquante ans, il a été connu sous le nom de Speedy, l'acolyte adolescent de Green Arrow. Il est apparu aux côtés de son mentor pour la première fois dans More Fun Comics #73 en novembre 1941. Dans la version contemporaine, il est un des membres fondateurs des Teen Titans et plus tard prend l'identité d’Arsenal. Il devient un membre de la Ligue de justice d'Amérique sous l'apparence de Red Arrow. Après avoir été mutilé par le super-vilain Prometheus et abattu par la mort de sa fille, Harper quitte la Ligue et redevient Arsenal.

## Biographie fictive

### Origine
Roy Harper a été élevé par Brave Bow, un chef de médecine Navajo, après le décès de son père, garde forestier, dans un incendie de forêt. Sous la tutelle de Brave Bow, Roy devient un archer remarquable. Et, après la mort de Brave Bow, il est adopté par Oliver Queen alias Green Arrow. Par la suite, il devient Speedy, l'acolyte de Green Arrow.

### Les Teen Titans et la dépendance de Roy
Speedy rejoint Robin, Kid Flash, Aqualad et Wonder Girl pour former l'équipe des Teen Titans, un groupe à la base constitué de "jeunes acolytes" actifs dans DC Comics à cette époque.
Au début, Speedy est un membre brillant et commence à sortir avec Wonder Girl alias Donna Troy. Cependant, Roy connaît par la suite de très graves soucis. Les Titans sont dissous, Roy et Donna se séparent, et Green Arrow, qui a perdu sa fortune, commence à négliger Roy. Pendant que Green Arrow traverse les États-Unis avec Green Lantern et Black Canary, Roy devient accro à l'héroïne. La découverte de son addiction est racontée dans l'histoire intitulée Les junkies ne volent pas. Une fois le secret de Roy découvert, Green Arrow le rejette après l'avoir frappé sous le coup de la colère. Green Lantern le retrouve finalement et le confie à Black Canary pour qu'elle s'en occupe. Peu après, il est confronté à Green Arrow qui met fin à leur collaboration.
Dans les années 1980, il connaît de nouvelles aventures avec les New Teen Titans, et travaille en tant qu'agent du gouvernement pour une agence fédérale fictive, comme détective privé, et effectue une simple mission avec la Suicide Squad (Vol.1 #11-12).

### Agent de Checkmate
Tout en aidant occasionnellement les Titans lors de missions, Roy fréquemment travaille comme conseiller pour différents programmes anti-drogue. Pendant cette période, Roy établit des contacts au gouvernement, et est rapidement engagé par le Bureau Central d'Investigations (BCI, plus connu comme Checkmate) en tant qu'agent anti-drogue.
Roy reçoit comme mission d'aller infiltrer et de gagner la confiance du vilain Cheshire. Le but était de remettre Cheshire aux autorités, mais tous deux tombent amoureux et ont une liaison. Roy ne peut se résoudre à la livrer aux autorités, mais craignant que sa présence mette en danger la vie de Cheshire, il la quitte, ignorant qu'elle était enceinte.
Roy finalement apprend qu'il est le père de la fille de Cheshire prénommée Lian. Il est envoyé en mission avec Nightwing pour localiser Cheshire et l'empêcher d'assassiner un groupe de diplomates. Roy est capturé par Cheshire puis libéré par Nightwing, qui emporte aussi la fille de Roy. Cheshire laisse alors la garde de Lian à Roy.

### Arsenal
Roy retourne ensuite chez les Titans, mais il désapprouve le responsable Sarge Steel (en). À cette époque, il adopte sa nouvelle identité d'Arsenal et s'équipe d'une vaste gamme d'armes de haute technologie. Lorsque les membres originaux de cette dernière incarnation des Titans quittent l'équipe, il rassemble de nouveaux membres et les dirige, jusqu'à la dissolution de l'équipe.
Rapidement, une nouvelle équipe de Teen Titans se recrée. Ce groupe est constitué d'Atom (adolescent car rajeuni par les évènements de Zero Hour) et de nouveaux héros comme Argent (comics) (en), Risk (comics) (en), Joto (comics) (en), et Prysm. L'équipe est fondée par Loren Jupiter, qui en avait déjà créé une lorsque Roy y est chez les Titans.
Jupiter rassemble les Titans originaux (désormais sous leurs pseudonymes actuels : Nightwing, Tempest, Flash, Troia et Arsenal) pour lutter contre la menace de son fils Jarrod Jupiter, alias Haze. Nouveaux et anciens Titans joignent leurs forces pour battre Haze mais Joto perd la vie, et Arsenal se sent responsable de cette mort. Il reste avec ce nouveau groupe de Titans pendant un moment, mais le quitte finalement avant qu'il soit dissous.
Arsenal combat ensuite Vandal Savage qui a découvert que Roy et sa fille Lian étaient ses descendants et que, par conséquent, il pouvait utiliser leurs organes afin de prolonger sa vie. Roy parvient à sauver sa fille. Après cette épreuve, il adopte une nouvelle apparence pour afficher son héritage de Navajo. Peu de temps après, les cinq Titans originaux décident de reformer l'équipe. Arsenal est membre à plein temps et réside dans la nouvelle Tour Titans avec sa fille, Lian.

### Les Outsiders
Plus tard, un mystérieux conglomérat, Optitron, propose de sponsoriser les Titans et Young Justice après leur convocation à San Francisco. Avant que toute décision soit prise, une jeune fille cybernétique venant du futur (connue comme Indigo (comics) (en)) envahit le complexe et affronte les deux équipes. Avec la moitié du groupe hors de la commission, les membres restants essayent de localiser Indigo, mais rencontrent à la place un méchant androïde Superman (Superman androids (en)), qui avait été activé. Attrapée par surprise, Lilith (DC Comics) (en) a le cou brisé par l’androïde Superman, ce qui la tue instantanément. Indigo arrive et éteint l’androïde Superman, laissant Arsenal et Nightwing pleurer la chute de Troia. Bouleversé par ces pertes, Nightwing décide officiellement de mettre fin aux Titans.
Roy y voit alors une opportunité. Il accepte l'offre d'Optitron et se met à former une nouvelle équipe : les Outsiders. Il commence par acheter un énorme quartier général souterrain et secret à New York. Il installe dans cet abri de l'équipement de pointe et commence à recruter des membres pour sa nouvelle équipe. Il réussit à convaincre le vétéran Metamorpho, ainsi que des nouveaux venus Grace Choi (en) et Thunder (comics), à se joindre à l'équipe. Il accepte également Indigo comme membre. Bien qu'elle ait été responsable de l'activation de l'androïde Superman et donc de la mort de Troia et Lilith, ses souvenirs ont été effacés et elle a convaincu Roy qu'elle voulait se racheter de ce qu'elle avait fait.
La présence d'Indigo se révélera être un point de désaccord avec la dernière recrue d'Arsenal : Nightwing. L'ancien chef des Titans est complètement réticent à renouveler son engagement dans une équipe après une telle perte accablante. Arsenal lui explique que les Outsiders sont la suite logique après les Titans, et que peut-être une équipe d'étrangers fonctionnerait mieux qu'une équipe avec autant de liens affectifs. Nightwing, bien que toujours réticent, est d'accord pour rejoindre et mener les Outsiders peu de temps après avoir battu Gorilla Grodd.
Arsenal est touché à la poitrine alors qu'il tentait d'arrêter Brother Blood qui voulait activer un réseau global d'agents dormants. Il survit, mais est mis sur la touche plusieurs mois. Entre-temps, il désigne Huntress comme son remplaçant. Il hésite à reprendre du service, ayant peur de ses propres limites, mais revient grâce à Nightwing.
Peu de temps après sa guérison, les Outsiders s'attaquent à un cas qui implique un marchand d'enfants et un agresseur nommé Tanner. Un des informateurs conduit Tanner vers la fille de Roy, Lian. La nourrice de Lian est tuée et la fille est marquée avec le symbole de Tanner. Les Outsiders arrivent juste à temps pour sauver Lian et évacuer les autres enfants.
Curieusement, cette expérience de mort imminente causée par des blessures par balle lui sauve la vie lorsqu'il rencontre Deathstroke. Deathstroke et Arsenal se battent. Lorsque le mercenaire découvre les cicatrices de balles sur la poitrine d'Arsenal, il pense qu'Arsenal a assez souffert et lui donne un "passe". Arsenal est ensuite capturé par Constantine Drakon (en), l'ennemi juré de Green Arrow. Drakon travaille avec l'Homme Mystère et a tranche la gorge de Roy de façon qu'il doive appliquer une pression constante pour ne pas mourir.

### Infinite CrisisetUn an plus tard
Durant Infinite Crisis, Arsenal sert de chef aux Outsiders tout en élevant Lian comme un père célibataire. Il est parmi les héros rassemblés pour défendre Metropolis d'une invasion par la Société Secrète de Super Vilains (Secret Society of Super Villains (en)).
Un an plus tard (One Year Later (en)), Roy essaye de maintenir en fonction les Outsiders, mais malheureusement leur façon d'agir, à la limite de la légalité, ne correspond pas à la sienne. Lorsque Nightwing et Red Hood découvrent que le père de Thunder, Black Lightning, a été arrêté pour un crime qu'il n'a pas commis, Nightwing tente une mission de sauvetage qui échoue finalement. Les Outsiders sont censés être morts. Arsenal se rend vite rendu compte qu'il n'est pas fait pour la vie de héros hors-la-loi. Il laisse les commandes à Dick et quitte l'équipe.

### Red Arrow
Roy est approché par Hal Jordan pour entrer dans la nouvelle Ligue de Justice. Dans un combat, Hal s'adresse à lui comme « Red Arrow » pour ne pas révéler son vrai nom (bien que depuis un certain temps l'identité de Roy soit de notoriété publique). Roy accepte d'être membre de la Ligue et adopte officiellement l'identité de Red Arrow, justifiant ça comme une « maturité » finale pour dépasser sa relation avec son père adoptif, Oliver Queen (Green Arrow). Roy entretient alors une relation intime avec sa partenaire Hawkgirl. Cependant, ils mettront fin à leur relation et Roy quittera la Ligue de Justice à la suite d'une confrontation désastreuse avec le Shadow Cabinet (comics) (en).

### L'ascension et la chute
À la suite de la mort apparente de Bruce Wayne dans Final Crisis, Roy retourne vers l'équipe après voir découvert que Hal Jordan et sa Ligue de Justice dissidente traquent et torturent des criminels.
Roy et Green Arrow parviennent à régler leurs différends et à travailler ensemble, mais les choses commencent à se désagréger alors que Prometheus attaque Roy, coupant son bras droit avec une lame-nanite empoisonnée. L'Electrocutioner (en) déclenche ensuite un dispositif pour détruire Star City, tuant la jeune Lian,.
Roy se réveille quelques jours plus tard et apprend la mort de Lian. Dévasté, il va se couper de tous ses proches et se replier sur son addiction aux anti-douleurs. Les nanites mangeuses de chair toujours en sommeil dans son moignon l'empêche d'obtenir une prothèse permanente. On lui donne alors un membre artificiel amélioré, amovible, construit par Cyborg et le Doctor Mid-Nite (en). La prothèse est construite "à partir" des terminaisons nerveuses libre contaminés, mais accroît le membre fantôme. Sa douleur et la culpabilité du survivant pour la mort de Lian le ramène vers son ancienne addiction à la drogue, bloqué en permanence dans un état de paranoïa délirante et d'une surdose d'analgésiques.
Hanté par des visions de sa fille décédée et de son ancien dealer, Roy reprend l'identité d'Arsenal. S'en prenant à ses anciens amis et repoussant sa famille, il blâme Green Arrow pour avoir volé sa vengeance en tuant Prometheus et Mia Dearden pour avoir laissé à elle-même en premier lieu[précision nécessaire]. Après une rencontre amère avec Cheshire, Roy est incapable de libérer la frustration refoulée de la perte de son bras, la mort de sa fille et son impuissance induite par le stress. Roy laisse Cheshire derrière lui et passe sa colère sur un gang de trafiquants de drogue, puis leur vole leur part pour alimenter sa dépendance. Batman le trouve en proie au délire dans la rue et est obligé de l'emmener dans un centre de cure de désintoxication, avec le consentement de Black Canary.
Roy organise son évasion du centre, et provoque un trou dans la cellule de l'Electrocutioner, le complice de Prometheus, directement responsable de la mort de Lian. Malgré l'intervention de Green Arrow, Roy massacre cruellement Buchinsky avec ses couteaux. Il brûle ensuite sa maison et tous ses biens. Il devient membre de groupe d'auto-défense apposant sa marque de la justice sur les voyous et criminels[précision nécessaire].
Après avoir été approché par Cheshire pour l'aider à assassiner Deathstroke, Roy la trahit et rejoint de nouveau Deathstroke, et son équipe des Titans Diaboliques, même si Cheshire mentalement le félicite pour sa performance[précision nécessaire]. En retournant dans le labyrinthe, Deathstroke leur révèle que ces objets précédents servaient à créer une machine de guérison "Mathusalem" pour son fils mourant, Jericho. Après la guérison de Jericho, Deathstroke déclare que la machine peut aussi ressusciter les morts, offrant à Roy et Cheshire la chance de faire revivre Lian. Cheshire accepte, mais Roy refuse, réalisant enfin qu'il avait été puni lui-même tout ce temps pour la mort de sa fille, et que Lian était dans un monde meilleur. Joint par Tattooed Man (en) et Cinder, Roy combat le reste des Titans dans une tentative de détruire le dispositif Mathusalem. La source d'énergie du dispositif, un mutant nommé DJ Molécule, s'est libérée, et Cinder s'est elle-même sacrifiée pour détruire le dispositif. Roy laisse Deathstroke partir après l'avoir aider à sauver son fils. Cheshire, Tattooed Man et Osiris partent, et Roy et Jericho décident de former une nouvelle équipe de Titans, pour restaurer l'héritage des Titans souillé par Deathstroke.

### Red Hood et Les Outlaws
Depuis la recréation de l'univers DC l'histoire de Roy a été profondément modifiée, y compris l'existence de Lian et de son bras droit maintenant intacte. Il est révélé que durant sa période avec les Titans il est appelé Arsenal et a appelé Dick Grayson son patron. Roy était l'acolyte de Oliver Queen, mais en raison de circonstances inconnues, Roy avait été renvoyé de son poste, et Oliver a pris les stocks qu'il lui donnait au sein de Q-Core, le laissant se débrouiller tout seul. Roy est devenu un alcoolique dépressif et suicidaire qui tente de commettre différent suicide en combattant Killer Croc. Croc comprend ce que fait Roy, l'arrête, et lui donne des paroles d'encouragement, Roy qui l'en remercie. Peu de temps après, Roy commence à récupérer avec Killer Croc comme son partenaire. Cependant, ça ne tient pas Roy hors des difficultés, puisqu'il termine plus tard dans une prison exotique du Moyen-Orient où il doit porter constamment un ballon pesé. Tout cela a résulté d'une aide à renverser un dictateur d'une nation du Moyen-Orient. Le peuple maintenant libéré s'en est pris à Roy, et l'ont jeté en prison. Cependant, il est bientôt relâché par Jason Todd et, avec l'aide de Starfire, ils s'échappent hors du pays. Peu de temps après, Jason lui permet de se tenir informer sur l'actualité. Roy apprend que Starfire est censé avoir oublié les Teens Titans et les tentatives pour lui rafraîchir la mémoire en utilisant les noms de Dick, de Garth, de Vic, de Lilith (DC Comics) (en), de Gar et de Dustin, pour aboutir à l'ennuyer.
Roy est très sympathique avec Jason et il a son soutien. Mais sa personnalité insouciante a causé quelques conflits, puisqu'il a accidentellement appelé les cadavres réanimés vaincus de Jason de toutes les classes sociales d'enseignants et d'amis, déchet.
Il a aussi un peu tendance à être orgueilleux, puisqu'il se plaint qu'il se sent affaibli par l'équipe de sauvetage de Starfire d'un énorme monstre. Il a aussi montré qu'il a un côté un peu plus sérieux, et est bien préparé pour un combat, puisqu'il s'attaque et se défait de Crux, un humain altéré qui était capable de battre Starfire. Il a aussi montré un côté plus doux, puisqu'il réconforte Starfire et essuie ses larmes lorsqu'elle est blessée. Cependant, il garde son côté insouciant, en disant qu'elle ne devrait pas le dire à n'importe qui parce que ça nuirait à sa réputation.
Lui et Starfire sont récemment devenus un couple, qui à l'origine à commencer en lui demander de sortir dîner lors d'une mission à Gotham. Alors qu'il se réfère à elle comme sa fille, par la suite ils couchent ensemble en d'autre occasion,.

#### Changements notables
L'apparence de Roy a radicalement changé dans la Renaissance DC, puisqu'il a des cheveux plus longs qu'avant et a des tatouages très détaillés sur les deux bras. L'emplacement des tatouages supplémentaires, si supplémentaires, est inconnu actuellement, et si ceux apparent ont une signification est inconnu. Dans son habit d'Arsenal il porte une multitude de casquettes de baseball, mais à côté de ça il a perdu son couteau, il a toujours le même look basique, seulement avec une plus petite veste et deux carquois, au lieu d'un. Il agit comme un personnage humoristique avec une vision des choses plus légère, même au milieu du combat, mais il peut être très sérieux quand il le veut. Il n'a jamais été un père ni un accro à l'héroïne, mais désormais il est un ancien alcoolique avec Killer Croc comme partenaire. Il est devenu un combattant indépendant avant de faire équipe avec Jason Todd, et considère Todd comme son seul ami.

## Pouvoirs et compétences
Roy ne possède pas d'attributs surhumain, mais il est un tireur d'élite. Il est extrêmement habile au maniement de l'arc, ainsi que d'un large éventail d'armes. Il a aussi l’habilité de prendre virtuellement un objet et de l'utiliser en combat comme une arme efficace. Harper est aussi doué en combat au corps à corps et il possède une fine analyse et des talents de détective.
Dans l'univers Pre-Flashpoint, il était également capable de parler japonais et comprenait le Russe. Avant Flashpoint, après la perte de son bras droit, Roy Harper a reçu une prothèse de pointe, construite par Vic Stone, conçue pour s'enrouler autour des terminaisons nerveuses endommagées et restaurer son degré habituel de la coordination main-œil, mais avec le prix d'une douleur constante du membre fantôme.

## Équipement
Avant Flashpoint, tout comme Nightwing et les autres membres de la "Bat-Famille", Roy est capable d'émettre une impulsion électronique. Cependant, on ne sait pas, si oui ou non son costume est capable d'émettre une seule impulsion, comme Batman et Nightwing, ou plusieurs. Après s'est fait arracher son bras droit par Prometheus, Roy reprend son costume original d'Arsenal : bien qu'on ne sache pas s'il porte encore le dispositif EMP, le nouveau costume est livré avec un membre prothétique de pointe, montré comme très résistant aux balles et armes de mêlées, presque aussi mobile que son ancien bras biologique. Son membre amélioré vient avec la douleur du membre fantôme augmenté, soutenu si le montage n'est pas fait avec le bon alignement.

## Armes
Comme Speedy et Red Arrow, Roy utilise un arc personnalisé et des "flèches gadgets" (avec une préférence pour les formes plus banales comme Red Arrow), imitant son mentor Green Arrow. En tant qu'Arsenal, il se sert aussi de pistolets et d'autres armes à courte ou longue portée, comme un fusil de précision américain M40A3. Ses costumes originaux d'Arsenal étaient équipés d'armes exotiques incluant un boomerang et des bolas électrifiées. Son costume actuel d'Arsenal comporte plusieurs armes contondantes et coupantes comme des couteaux et des matraques, attachés à ses membres et à son dos. Bien que ne faisant pas partie de son "costume", Roy se sert de sa prothèse lorsqu'il agit comme Arsenal, la retirant pour passer incognito.

## Vie personnelle
Roy est fier de son héritage Navajo et il a un tatouage tribal le représentant. Il a été adopté par Oliver Queen (Green Arrow) et est devenu son enfant/acolyte, mais peu après il a rejoint un groupe de rock appelé "Great Frog", et devient accro à l'héroïne. Après sa guérison, Roy a eu une fille s'appelant Lian, maintenant décédée, qu'il a élevé en tant que père célibataire. Roy est un casse-cou naturel, qui a beaucoup de connexions au gouvernement et dans la communauté mutante. Son revenu vient de son travail au gouvernement.
La première relation amoureuse avec une super-héroïne de Roy était avec Donna Troy, alias Wonder Girl, alors qu'ils étaient membres des Teen Titans. Bien que de courte durée, la paire a relancé la relation en de multiples occasions pendant des années, particulièrement durant leur période avec les Titans reformés. Roy avait apparemment tenté de faire sa demande à Donna, mais elle l'a rejetée en raison d'une prophétie que Lilith Clay, une super-héroïne membre des Titans, avait faite. La prophétie déclarait que le mari roux de Donna allait mourir. Cependant ça ne concernait pas Roy, mais Terry, le mari de Donna.
L'autre principale relation de Roy était avec l'assassin Cheshire, qui est la mère de son enfant. Roy ne cessait de flirter et payer des boissons pour les femmes dans les bars et sorties sociales. Quand il a formé les Outsiders, il a eu un flirt avec Grace Choi. À cette époque, on a appris qu'il avait eu une aventure avec Huntress. Sa relation avec sa partenaire de la LJA Hawkgirl était éprouvante à cause de la recherche sur la disparition de Cheshire.
Pendant la pause accordée aux membres des Titans avec l'exode de Nightwing du groupe pour devenir Batman, Red Arrow a passé ses vacances avec son enfant, et dans l'après explosion causé par le cauchemar traumatique de Starfire impliquant un casque Justifier, Red Arrow a fait un bon mot "Soit c'était un tremblement de terre soit c'était une de mes ex. S'il vous plaît ne laissez pas faire une de mes ex."

## Les autres variantes

### Terre-Deux
La version Terre-Deux de Speedy était un membre des Seven Soldiers of Victory et des All-Star Squadron (en français Escadron des étoiles) dans les années 40 avec Green Arrow. À part leur origine, après avoir été formés ensemble au sommet d'une mesa, leur histoire est presque comparable avec l'histoire des versions de Terre-Un jusqu'au moment où Green Arrow et Speedy avec leurs coéquipiers ont été envoyés dans des périodes diverses du temps pendant un combat avec le Nebula Man (en) (en français l'Homme Nébulaire). Lui et ses coéquipiers ont été récupérés plus tard par la Société de Justice et Ligue de Justice, afin de les aider à sauver la Terre-Deux des complots de leur vieil ennemi la Main de Fer. Pendant Crisis on Infinite Earths un seul nouveau univers a été créé à l'aube des temps, un univers dont l'histoire a fusionné aux histoires de plusieurs univers, comprenant Terre-Deux. S'il a cessé d'exister ou existe comme un aspect de la Terre Post-Crise n'a pas été déterminé, bien que son mentor soit mort pendant la dernière partie de la crise de la défense de la Terre d'Anti-Monitor (en).

### Bizarro World
Une version Bizarro d'Arsenal apparaît comme un des héros de Bizarro World. En plus d'arborer un bras gauche robotisé (au lieu de celui de droite), l'Arsenal Bizarro est représenté portant un carquois rempli de chats morts, qu'il utilise comme armes.

### Flashpoint
Dans la chronologie alternative de l’événement Flashpoint, Roy Harper est un membre d'une brigade de mercenaires travaillant pour l'industriel Oliver Queen. Cependant, très tôt dans l'histoire, Roy et ses collègues ont été tués par une explosion non visible déclenchée par Vixen et un groupe de militants anti-Queen. L'explosion tue vraiment tout le monde dans le complexe sauvé par Vixen et Oliver Queen, qui est remarquablement indemne même s'il se tenait juste à côté de Roy. Ils discutaient de la possibilité de devenir un groupe de héros réels plutôt que des mercenaires, au moment où l'explosion a été déclenchée.

### ThrillKiller
Batman : ThrillKiller est une histoire Elseworlds défini au début des années 60. Harper est représenté comme un motard qui achète de la drogue afin d'être ami avec la lycéenne/collégienne Hayley Fitzpatrick (alias Harley Quinn), mais une épreuve terrifiante avec des trafiquants de drogues le conduit à alerter la police après avoir été aidé par Batman et Black Canary. Il est montré plus tard pratiquant le tir à l'arc, bien que ce ne soit pas clair si c'est une partie du programme de désintoxication ou une formation d'autodéfense.

## Apparitions dans d'autres médias
Sauf indication contraire, les informations mentionnées dans cette section peuvent être confirmées par la base de données cinématographiques IMDb,  présente dans la section « Liens externes ».

### Films
Roy apparaît en tant que Speedy dans le film d'animation La Ligue des justiciers vs. les Teen Titans, où il est présenté comme un membre original de l'équipe des Teen Titans. Il fait aussi un caméo dans Justice League Dark: Apokolips War, situé dans le même univers.

### Télévision

#### Séries animées
- La première apparition animée de Speedy était dans la partie Teen Titans de The Superman/Aquaman Hour of Adventure (en) en 1967 doublé par Pat Harrington Jr. Dans ces épisodes, Speedy sert à la place de Robin. Curieusement, Green Arrow n'est jamais apparu dans la série.

##### Teen Titans: Les Jeunes Titans
Speedy est apparu dans le dessin animé Teen Titans : Les Jeunes Titans, où il est doublé par Mike Erwin. Même si son vrai nom n'est pas donné, son apparence est clairement basé sur Roy Harper. Bien que n'étant pas lui-même un membre de l'équipe principale des Titans, il est apparu comme un personnage de soutien dans l'épisode 9 de la Saison 2 "Le Vainqueur prend tout" (en anglais "Winner Take All"), et a combattu Robin, essayant de le convaincre que gagner n'est pas aussi important qu'il le pense. Speedy a rejoint plus tard l'équipe sœur, Titans East (en). Comme représenté dans la série, Speedy est sérieux et pragmatique, comme dans ses années Arsenal dans le comics. Cependant, lorsqu'il réapparaît dans l'épisode 12 de la Saison 3 "Les Titans de l'Est Part I" (en anglais "Titans East Part I"), son côté mauvais garçon plus traditionnel de la personnalité de Speedy est vu, puisqu'il ne s'excuse pas pour l'achat de tacos au poisson, ce qui porte énormément atteinte à Aqualad. Il a été sous le contrôle mentale de Brother Blood dans l'épisode 13 de la Saison 3 « Les Titans de l'Est Part II », mais sauvé par les Titans de l'Ouest. L'arc de Speedy a été cassé par Cheshire (comics) (en) dans l'épisode 11 de la Saison 5 « Appel à tous les Titans » (en anglais « Calling All Titans »). Il a été alors écrasé par elle. Toutefois, dans l'épisode 12 de la Saison 5 "Tous à l'attaque" (en anglais "Titans Together"), Speedy a en quelque sorte repris possession de son arc lorsqu'il a été libéré de son entrain suspendu. Speedy a également fait huit apparitions dans le comics basé sur le dessin animé. Sa première apparition dans le numéro #10 était un passage éclair. Il a fait une réapparition avec le reste des Titans de l'Est dans les numéros #20 et #25. Une version de lui super-déformé est présenté comme Cupidon dans le numéro #27. Une des deux histoires dans le numéro #30 se concentre sur lui et Aqualad. Jusqu'à maintenant, lui et Aqualad tous les deux avaient fait chacun des apparitions dans le dixième numéro. Il est apparu dans le numéro #39 et après avoir été frappé par les flèches de Larry il tombe amoureux de Cheshire, comme dans le comics. Dans le numéro #48 il est apparu comme Arsenal dans une réalité alternative dans un groupe appelé les Teen Tyrans.

##### La Ligue des Justiciers
Speedy apparaît dans l'épisode 7 « Le sens du devoir » (en anglais « Patriot Act ») de la saison 3 de La Nouvelle Ligue des justiciers. Là, Speedy déclare qu'il est « l'ex-partenaire » de Green Arrow quand Green Arrow l'appelle « mon ex-acolyte », et est visuellement dessiné un peu plus vieux, mieux créé que la version de son incarnation dans Teen Titans (son costume est le même, et il est toujours doublé par Mike Erwin). Ça ne signifie pas nécessairement que les séries ne sont pas dans la continuité d'une autre, et ça peut être un clin d'œil au dessin animé Les Titans et rien de plus, à l'image de Michael Rosenbaum doublant Kid Flash dans l'épisode 8 "Rapide comme l'éclair" (en anglais "Lightspeed") de la Saison 5 de Teen Titans : Les Jeunes Titans. L'apparition de Speedy est aussi un clin d'œil à l'original Seven Soldiers of Victory, qui sont les vedettes de cet épisode. Speedy et Green Arrow échoue pour stopper le General Wade Eiling (en) altéré même après avoir utilisé leur « Flèche Quantique ».

##### Batman: L'Alliance des héros
Speedy apparaît dans l'épisode « L'Aube de Deadman » (en anglais « Dawn of the Dead Man ») de la Saison 1 de Batman : L'Alliance des héros doublé par Jason Marsden. Batman, tel un esprit, possède Speedy pour dire à Green Arrow d'exhumer sa tombe. Pendant que Batman et Deadman s'occupe de Gentleman Ghost (en), les deux archers trouvent son cercueil et font sortir le corps. Plus tard, ils se battent contre l'armée de morts-vivants de Craddock. Il apparaît ensuite dans l'épisode 8 de la saison 2, "Coéquipiers, rassemblement!" (en anglais "Sidekicks Assemble") aux côtés de Robin et Aqualad, où il va contrecarrer les plans de Ra's al Ghul. Il est montré que Green Arrow le traite mal, et le plus souvent bien, Speedy souligne cela avec défi à la fin de l'épisode.

##### La Ligue des Justiciers: Nouvelle Génération
Roy Harper est un personnage majeur dans le dessin animé La Ligue des Justiciers : Nouvelle Génération, où il est doublé par Crispin Freeman. Dans l'épisode pilote "Le jour de l'indépendance" (en anglais "Independance Day"), il rejoint d'autres héros et acolytes dans le Palais de Justice pour ce qu'il croit être la première étape vers l'adhésion à la Ligue des Justiciers. Toutefois, il s'avère qu'il n'en est rien, et il renonce alors à sa place d'acolyte de Green Arrow. Lorsqu'il est invité par Robin à rejoindre l'équipe de couverture des jeunes héros, il refuse. Dans l'épisode 6 de la saison 1 "Infiltré" (en anglais "Infiltrator"), Roy prend le nom Red Arrow lorsqu'il commence à opérer en solo et affronte le nouveau acolyte de Green Arrow, Artemis (Tigress (DC Comics) (en)). Dans l'épisode 25 de la Saison 1 "Les suspects habituels" (en anglais "Usual Suspects"), Red Arrow gagne finalement l'adhésion à la Ligue de Justiciers, mais dès qu'il gagne l'accès à la Tour de Guet il corrompt la Ligue de Justiciers avec les spores de Starro (en). Il s'avère alors être un traître malgré lui, contrôlé par une certaine phrase code post-hypnotique, et un clone du vrai Roy Harper créé par Cadmus.
Dans la saison 2, ce clone a continué la recherche du vrai Roy Harper. Il est alors retourné dans son appartement pour trouver Cheshire et leur fille, Lian Harper. Il a été révélé que lui et Cheshire ont été mariés brièvement. Dans l'épisode 6 "Bloodlines", Red Arrow et Cheshire s'infiltrent dans un temple au Tibet où ils croient que le vrai Roy Harper est retenu. Après être passés à travers les gardes, Red Arrow et Cheshire trouvent le vrai Roy Harper cryogénisé et avec un bras manquant (pris par Cadmus comme une source de matériel génétique). Dans l'épisode 8 "Satisfaction", le vrai Roy Harper apprend ce qui lui est arrivé pendant qu'il était dans la glace; il en veut à Green Arrow et tente de prendre sa revanche sur Lex Luthor. Cependant, il se rend après que Luthor lui offre un bras cybernétique pour remplacer celui manquant et annonce que désormais il prend le nom d'Arsenal.
Il continue ensuite sa progression sous sa nouvelle identité dans l'épisode "La Nourriture du futur", ou il doit faire équipe avec Impulse, Blue Beetle et Robin, pour mener l'enquête dans une usine contrôlée par les Reach (comics) (en). Si son bras cybernétique en fait un puissant allié, sa captivité l'a rendu impulsif et téméraire, et il manque de compromettre la mission. Ce trait de caractère est confirmé dans "La Guerre", où il facilite involontairement la capture d'une partie de l'équipe, cherchant à tout prix à ne pas être capturé à nouveau. Nightwing est alors contraint de le renvoyer de l'équipe, et Roy rejoint le groupe de Static (comics) (en), Asami Koizumi, Tye Longshadow et Eduardo Dorado. Les deux Roy aideront lors de la bataille finale pour sauver la Terre des Reachs. On apprend par la suite qu'Arsenal a décidé de continuer à travailler seul.
Dans la saison 3, le clone de Roy a mis un terme à sa carrière de héros et s'est refait une vie sous le nom de Will Harper. Il a emménagé chez sa belle-sœur Artemis et se consacre à l'éducation de sa fille.

#### Séries

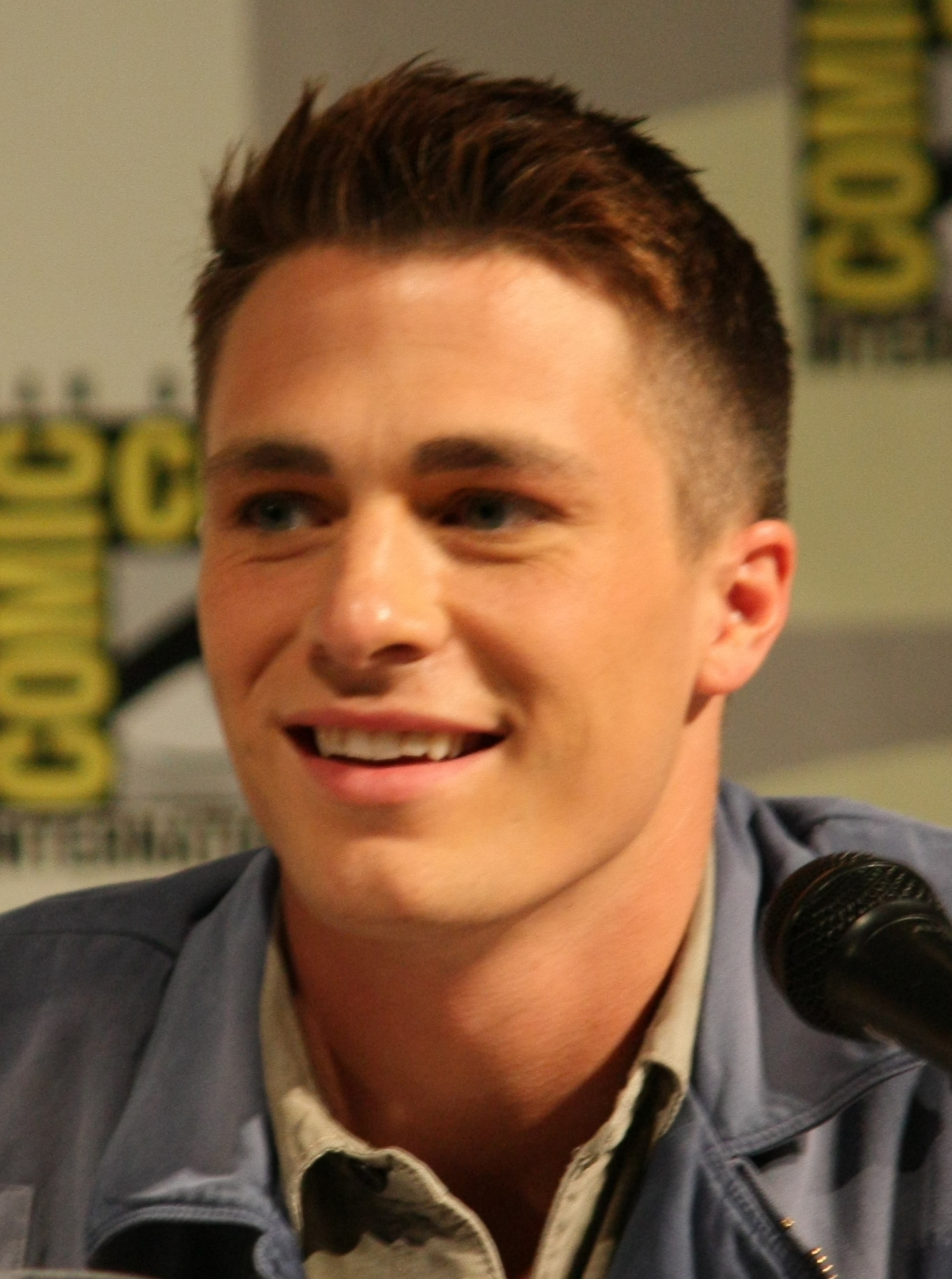
Colton Haynes incarne Roy Harper / Red Arrow dans Arrow (depuis 2012)

##### Arrow
Dans cette série, Roy est interprété par Colton Haynes, il est un jeune débrouillard qui vit dans les Glades, un quartier pauvre de Starling City. Il vole le sac de Thea, sœur d'Oliver mais est arrêté par la police. Il finit par le lui rendre, mais elle s'est attachée à lui et lui rend visite à plusieurs reprises, jusqu'au jour où elle est agressée par deux délinquants. Roy la secourt aussitôt, mais est blessé, et Thea l'embrasse.
Roy et Thea entament ensuite une relation compliquée, car il est obligé de prendre part à des trafics risqués pour survivre dans les Glades, étant trop fier pour accepter de l'aide de Thea. Mais un jour, il est enlevé par un homme qui a décidé de tuer en public toutes les personnes qu'il juge malhonnêtes. Oliver réussit cependant à secourir Roy, qui se considère redevable envers lui, il confie plus tard à Thea qu'il veut que l'homme à la capuche l'entraîne pour qu'il puisse protéger les êtres qui lui sont chers.
Dans la deuxième saison, Roy commence alors des sorties nocturnes pour venir en aide à des personnes victimes d'agressions dans son quartier. Il fait la rencontre de Black Canary. Plus tard, Oliver lui propose d'être ses yeux et ses oreilles dans les Glades.
Après avoir été enlevé par l'homme au masque, il s'est vu injecté le Mirakuru. Il arrive à survivre mais ne sait plus se contrôler, alors Oliver lui propose de l'aider, il accepte. Il devient finalement l'un des acolytes d'Oliver Queen / Arrow après avoir été désintoxiqué.
Dans la troisième saison, Roy acquiert un nouveau costume et prend le nom d'Arsenal. Il sera un personnage clef et aidera son mentor Oliver très souvent. Vers la fin de la saison, la police recherche l'archer vert à cause de Ra's al Ghul, qui a dévoilé l’identité du héros de Starling au capitaine Lance. Après avoir enfilé le costume d'Oliver, Roy se démasque publiquement pour éviter la prison à Oliver. Toutefois, il est attaqué peu de temps après par des criminels qu'Oliver et lui ont fait arrêter, et il est poignardé. Il s'avère toutefois qu'il s'agissait d'une mise en scène pour que Roy puisse quitter la ville.
Thea regrette toutefois l'absence de Roy, et lui rend visite quelques semaines plus tard pour le convaincre de revenir à Starling. Après avoir passé une nuit avec lui, Thea se réveille toute seule et constate que Roy est parti en lui laissant une lettre qui dit qu'il préfère ne pas se réinstaller à Starling City, et lui laisse son costume pour qu'elle prenne sa place dans l'équipe.
Roy réapparaît brièvement dans la saison 4, alors qu'un criminel nommé the Calculator (qui s'avère par ailleurs être le père de Felicity) l'oblige à commettre plusieurs vols pour fabriquer de quoi détruire la ville. L'équipe parviendra à délivrer Roy et arrêter the Calculator.